# Jurjewez
Jurjewez (russisch Юрьевец) ist eine Stadt in der Oblast Iwanowo (Russland) mit 10.210 Einwohnern (Stand 14. Oktober 2010).

## Geografie
Die Stadt liegt etwa 170 km nordöstlich der Oblasthauptstadt Iwanowo am rechten Ufer der hier zum Gorkier Stausee aufgestauten Wolga.
Jurjewez ist Verwaltungszentrum des gleichnamigen Rajons.

## Geschichte
Die Stadt wurde 1225 vom Wladimir-Susdaler Fürsten Juri Wsewolodowitsch (auch Georgi) gegründet und nach ihm Jurjew-Powolschski (Jurjew an der Wolga zur Unterscheidung von Jurjew-Polski und Jurjew-Liwonski, heute Tartu) genannt. Auch der Name Georgijewsk wurde verwendet.
Bereits 1237 wurde die Stadt von den Truppen Batu Khans eingenommen und zerstört, erholte sich jedoch wieder.
Ab 1405 gehörte Jurjew-Powolschski zum Fürstentum Gorodez, ab 1448 zum Großfürstentum Moskau, ab 1451 zu Susdal, bevor sie endgültig zu Moskau kam. 1565 wurde die Stadt von Iwan IV. der Opritschnina überschrieben. Etwa seit dieser Zeit ist der Stadtname in der heutigen Form üblich.
In der Zeit der Wirren am Beginn des 17. Jahrhunderts wurde Jurjewez mehrfach von polnischen Truppen angegriffen. 1661 bis 1663 wurde eine steinerne Festung errichtet, die bis zum Ende des 18. Jahrhunderts bestand.
1778 erhielt Jurjewez das moderne Stadtrecht als Verwaltungszentrum eines Kreises (Ujesds).

### Bevölkerungsentwicklung
| Jahr | Einwohner |
| ---- | --------- |
| 1897 | 4.776     |
| 1926 | 9.300     |
| 1939 | 15.508    |
| 1959 | 19.746    |
| 1970 | 20.144    |
| 1979 | 18.273    |
| 1989 | 16.535    |
| 2002 | 12.664    |
| 2010 | 10.210    |

Anmerkung: Volkszählungsdaten (1926 gerundet)

## Kultur und Sehenswürdigkeiten

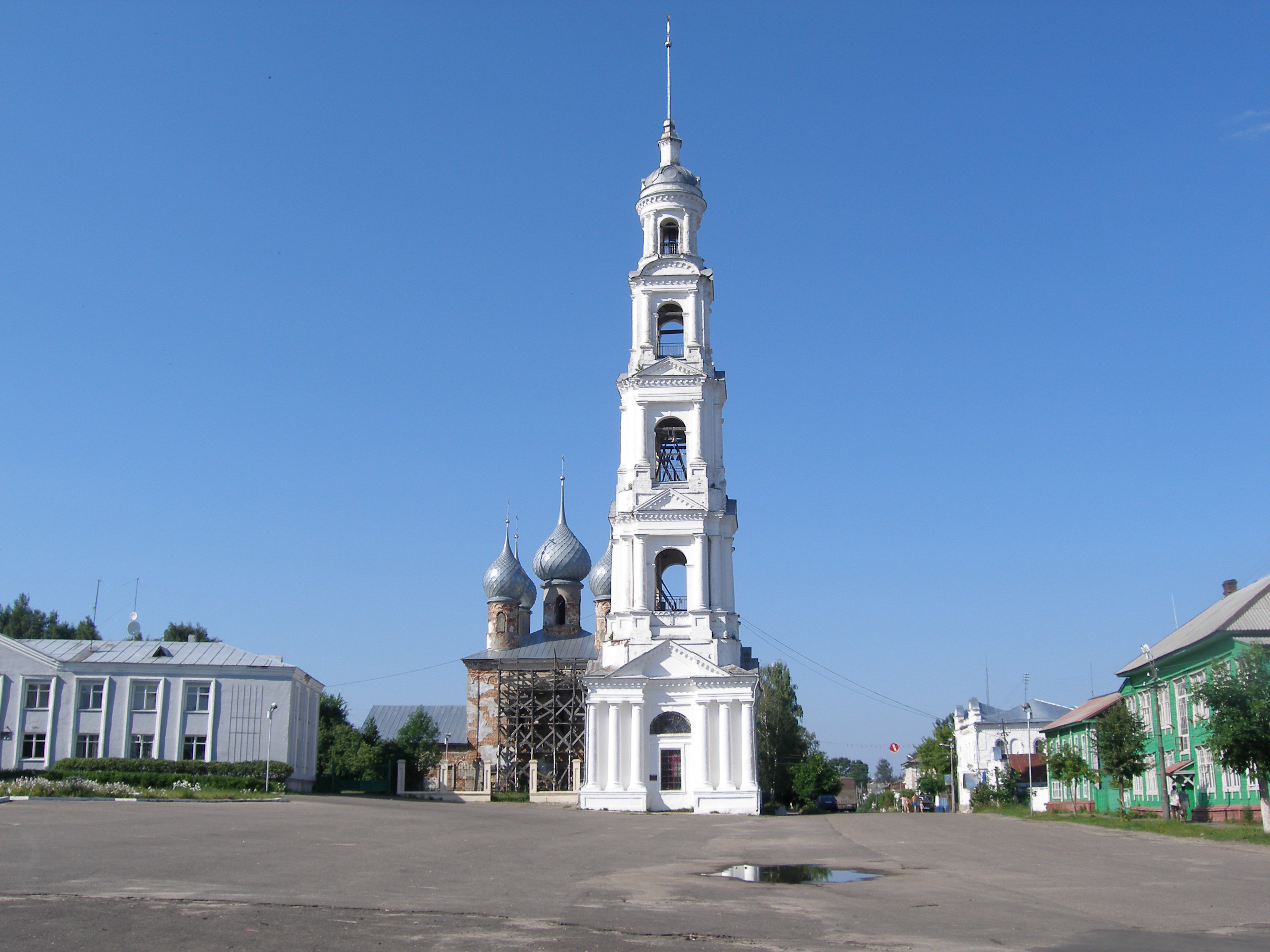
Glockenturm in Jurjewez

Obwohl durch die Flutung des Gorkier Stausees in den 1950er Jahren die stark mäandrierenden, an der gegenüber liegenden Seite in die Wolga mündenden Flüsse Usta und Njomda mit ihren Auen unter dem Wasserspiegel verschwanden, ihre Mündungen nun über 15 Kilometer von der Stadt entfernt liegen und sich das Aussehen der Gegend damit grundlegend geändert hat, gehört Jurjewez immer noch zu den malerischsten Kleinstädten an der Wolga.
Im Stadtzentrum sind die Alte und die Neue Kathedrale des Einzugs Christi in Jerusalem (Входоиерусалимский собор/Wchodojerussalimski sobor) von 1806 bzw. 1825 bis 1833, die Epiphaniaskirche (Богоявленская церковь/Bogojawlenskaja zerkow) vom Anfang des 18. Jahrhunderts und die Mariä-Geburts-Kirche (Рождественская церковь/Roschdestwenskaja zerkow) von 1815 erhalten.
Jenseits des Flusshafens liegt die sogenannte Weiße Stadt, Überreste der Festung von 1661 bis 1663.
Die Stadt besitzt ein Heimatmuseum, das Museum der Stadt Jurjewez, ein Gebrüder-Wesnin-Museum und ein Andrei-Tarkowski-Museum.

## Wirtschaft und Infrastruktur
In Jurjewez gibt es eine 1871 gegründete Leinenweberei sowie Betriebe der holzverarbeitenden und Lebensmittelindustrie.
Die Stadt liegt an der Straße R81 Kineschma–Jurjewez–Putschesch–Purech (bei Sawolschje).

## Persönlichkeiten
- Andrei Tarkowski (1932–1986), Filmregisseur; geboren im Dorf Sawraschje des Rajons Jurjewez, verbrachte einen Teil seiner Kindheit in Jurjewez
- Arseni Tarkowski (1907–1989), Dichter, Vater Andrei Tarkowskis; lebte zeitweilig in Jurjewez
- Alexander Wesnin (1883–1959), Architekt; geboren in Jurjewez
- Wiktor Wesnin (1882–1950), Architekt; geboren in Jurjewez

Die Gebrüder Wesnin schufen oder entwarfen (oft gemeinsam, auch mit ihrem älteren Bruder, dem in Nischni Nowgorod geborenen Leonid Wesnin; 1880–1933) bedeutende Bauwerke im Stile des Konstruktivismus, bevor sie in späteren Jahren zum „stalinistischen“ Neoklassizismus übergingen (DneproGES, Palast der Sowjets).